# Pilea fallax
Pilea fallax är en nässelväxtart som beskrevs av Hugh Algernon Weddell. Pilea fallax ingår i släktet pileor, och familjen nässelväxter. Inga underarter finns listade i Catalogue of Life.